# Charles Boulenaz
Charles Boulenaz (* um 1839 in Vevey; † August 1894 ebenda) war ein Schweizer Architekt, Bauunternehmer und Politiker.

## Leben
Charles Boulenaz studierte an der Polytechnischen Schule Zürich. 1858 wurde er Mitglied des Corps Rhenania Zürich. Nach dem Studium ließ er sich als Architekt und Bauunternehmer in Vevey nieder. 1865 gründete er die C. Boulenaz & Cie, die nach seinem Tod sein Sohn Auguste Boulenaz weiterführte und heute noch unter dem Namen C. Pousaz SA besteht.
Charles Boulenaz gehörte dem Grossen Rat des Kantons Waadt an.
Von 1886 bis 1891 war er Präsident der städtischen Harmonie Lyre de Vevey.